# 中筋村 (京都府加佐郡)
中筋村（なかすじむら）は、京都府加佐郡にあった村。現在の舞鶴市の中部、西舞鶴市街の南方一帯にあたる。

## 地理
- 山岳：愛宕山
- 河川：伊佐津川

## 歴史
- 1889年（明治22年）4月1日 - 町村制の施行により、公文名村・引土村・七日市村・伊佐津村・境谷村・京田村・真倉村・十倉村・万願寺村の区域をもって発足。
- 1936年（昭和11年）8月1日 - 舞鶴町に編入。同日中筋村廃止。

## 村長
- 川北正太郎：1919年4月 -

## 交通

### 鉄道路線
- 鉄道省
  - 舞鶴線
    - 舞鶴駅（現・西舞鶴駅）

  - 宮津線（現・京都丹後鉄道宮舞線）
    - 舞鶴駅（現・西舞鶴駅）

現在は旧村域に舞鶴線の真倉駅が所在するが、当時は未開業。

### 道路
- 丹後街道（現・国道27号、国道175号）